# Wormaldia congenera
Wormaldia congenera là một loài Trichoptera hóa thạch trong họ Philopotamidae.